# Happy Feet 2
Happy Feet 2 er en australsk- og amerikanskproduceret 3D computeranimeret, musicalfilm fra 2011, som er instrueret og skrevet af George Miller. Den blev produceret af Warner Bros., Village Roadshow Pictures, Kennedy Miller Mitchell samt Dr. D Studios og blev udgivet i Nordamerika 18. november 2011 og i Danmark 25. december 2011.
Filmen er en opfølger til George Millers film Happy Feet fra 2006, og er desuden dedikeret til mindet om Steve Irwin og Brittany Murphy.

## Medvirkende
| Rolle        | Originale stemme | Danske stemme     |
| ------------ | ---------------- | ----------------- |
| Mumble       | Elijah Wood      | Laus Høybye       |
| Erik         | Ava Acres        | Caspian Horn      |
| Gloria       | P!nk             | Trine Dyrholm     |
| Ramon        | Robin Williams   | Preben Kristensen |
| Sven         | Hank Azaria      | Olaf Johannessen  |
| Lovelace     | Robin Williams   | Kasper Leisner    |
| Carmen       | Sofia Vergara    | Sofie Stougaard   |
| Noah         | Hugo Weaving     | Stig Hoffmeyer    |
| Frøken Viola | Magda Szubanski  | Birthe Neumann    |
| Bill         | Matt Damon       | Mikkel Arndt      |
| Will         | Brad Pitt        | Mads Hjulmand     |
| Strandmester | Richard Carter   | Morten Staugaard  |